# Heimatschutzbrigade 55
Die Heimatschutzbrigade 55 war eine teilaktive Heimatschutzbrigade des Heeres der Bundeswehr mit Stabssitz in Böblingen. Die Brigade wurde 1981 ausgeplant und 1989 aufgelöst. Sie war Teil des Territorialheeres und unterstand dem Wehrbereichskommando V.

## Gliederung
Die Brigade gliedert sich um 1989 wie folgt:
- Stab / Stabskompanie Heimatschutzbrigade 55 (teilaktiv), Böblingen 
  -  Pionierkompanie 550 (GerEinh), Donaueschingen (bis Oktober Renningen. Umgliederung in Panzerpionierkompanie 550 (aktiv) zur Eingliederung in D/F-Brigade)
  - [2] Panzerjägerkompanie 550 (Aufstellung April 1989 aus 2./PzBtl 554. Ausgestattet mit Jaguar 1 (HOT). Übernahme in D/F Brigade. Aufgelöst bzw. in 6./JgBtl 292 integriert am 01.06.1994[3][4])
  -  ABC-Abwehrkompanie 550 (GerEinh), Renningen (ab November 1988 direkt WBK V unterstellt.)
  -  Sanitätskompanie 550 (GerEinh), Renningen (ab 1989 Stetten am kalten Markt. Zur Eingliederung in das D/F-Versorgungsbataillon Teilaktivierung. Danach als selbstständige Einheit aufgelöst.)
  -  Nachschubkompanie 550 (teilaktiv), Engstingen (ab Oktober 1989 Stetten a. kalten Markt. Zur Aufstellung der Transportkompanie des D/F-Versorgungsbataillons herangezogen. Danach als selbstständige Einheit aufgelöst.)
  -  Instandsetzungskompanie 550 (teilaktiv), Stetten am kalten Markt (Zur Aufstellung des D/F-Versorgungsbataillons herangezogen. Danach als selbstständige Einheit aufgelöst.)
  -  Jägerbataillon 551 (GerEinh), Renningen (Oktober 1989 Wechsel zu Verteidigungsbezirkskommando 51; 1993 aufgelöst)
  -  Jägerbataillon 552, Böblingen (mit MTW M113) (zunächst unverändert zu D/F-Brigade; 1993 durch Fusion mit Panzergrenadierbataillon 292 zum Jägerbataillon 292 aufgegangen)
  -  Panzerbataillon 553 (gekadert), Stetten am kalten Markt (mit M 48) (1986–1988 mit 10 x KaJaPa für Ausbildungszwecken ausgerüstet[5]) (Mitte 1989 aufgelöst, 1.Kompanie zur Aufstellung der Stabskompanie des D/F-Versorgungsbataillons herangezogen)
  -  Panzerbataillon 554 (gekadert), Stetten am kalten Markt (mit M 48) (September 1989 aufgelöst. Aus der 2./PzBtl 554 wird im April 1989 die Panzerjägerkompanie 550 neu aufgestellt und der D/F-Brigade unterstellt.)[1]
  -  Feldartilleriebataillon 555, (teilaktiv), Böblingen (ab Oktober 1989 Horb; mit FH 105 mm (L)) (1993 Fusionierte das Bataillon mit dem Panzerartilleriebataillon 295 zum Feldartilleriebataillon 295, Übernahme in die D/F-Brigade)
  -  Feldersatzbataillon 557 (GerEinh), Renningen (August 1989 aufgelöst)

## Geschichte

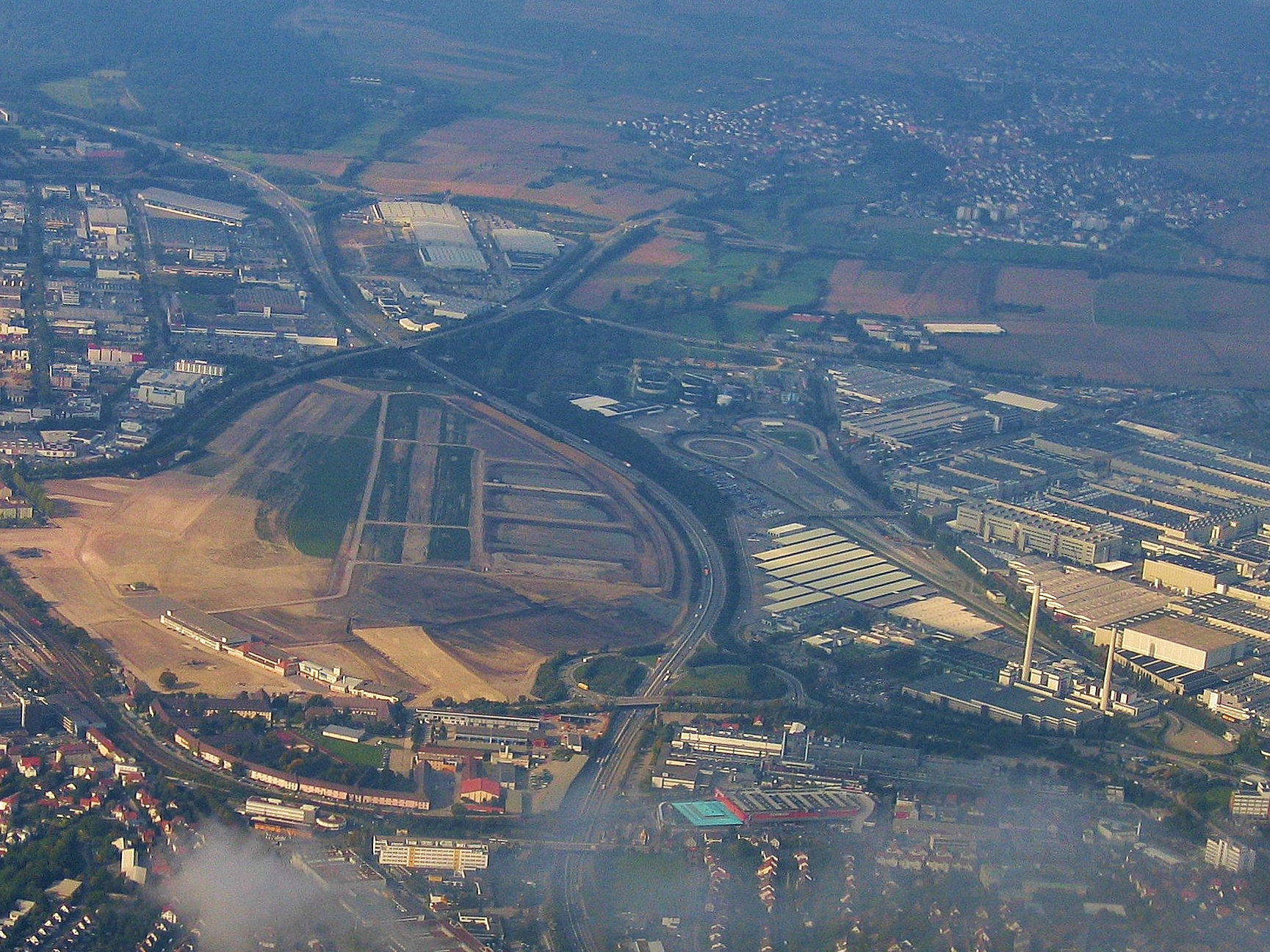
Sitz des Stabes: Die Wildermuth-Kaserne am Flughafen Böblingen

### Aufstellung
Die Brigade wurde am 1. April 1981 zur Einnahme der Heeresstruktur IV im Wehrbereich V aufgestellt. Zur Aufstellung wurden Teile des zeitgleich aufgelösten Heimatschutzkommandos 17 herangezogen. Zeitgleich wurde die nicht aktive „Schwesterbrigade“ Heimatschutzbrigade 65 mit Stabssitz ebenfalls in Böblingen ausgeplant.
Wie ihre Bezeichnung andeutet, war die teilaktive Heimatschutzbrigade 55 eine der zwölf Heimatschutzbrigaden des Territorialheeres. Die Brigade umfasste etwa 2.500 aktive Soldaten. Im Verteidigungsfall konnte die Brigade durch Reservisten auf volle Sollstärke von rund 4.500 Soldaten aufwachsen. Einige der unterstellten Bataillone und Kompanien waren dazu als nicht aktive Geräteeinheiten ausgeplant, deren Wehrmaterial im Frieden in Depots lagerte und erst im Verteidigungsfall mobil gemacht worden wäre.
Die Gliederung und Ausrüstung der Heimatschutzbrigade 55 war mit den drei anderen teilaktiven Heimatschutzbrigaden im Territorialheer vergleichbar: den Kern bildeten jeweils zwei Jägerbataillone, zwei Panzerbataillone und ein Feldartilleriebataillon. Diese Gliederung entsprach etwa einer verstärkten Jägerbrigade bzw. einer „leichten“ Panzergrenadierbrigade. Allerdings verfügte die Brigade „nur“ über veraltete M 48 in den Panzerbataillonen und schweren Kompanien der Infanteriebataillone. Nur eines der beiden Jägerbataillone war mit MTW M113 beweglich gemacht. Die Feldartillerie war wie bei den meisten Heimatschutzbrigaden mit gezogenen Feldhaubitzen FH 105 mm (L) ausgerüstet.
Aufgabe der Heimatschutzbrigade als Teil des Territorialheeres war unter anderem die Verteidigung des rückwärtigen Heeresgebietes, insbesondere die Sicherung wichtiger Infrastruktur wie Marschrouten, Verkehrsknotenpunkte und Fernmeldeeinrichtungen. Im rückwärtigen Raum musste mit Luftlandetruppen, durchgesickerten oder durchgebrochenen Feind gerechnet werden.
Die Heimatschutzbrigade 55 wurde im Vergleich zu ihren Schwesterbrigaden mehrfach zu NATO-Großübungen wie Reforger 82 – Carbine Fortress, Kecker Spatz 87 und Flinker Igel 84 vollumfänglich aktiviert. Die Brigade führte mehrere Gefechts/Plan- und Katastrophenschutzübungen mit zivilen Stellen durch. Einige davon waren FLEISSIGE BIENE, AKTIVE RESERVE und GRÜNER RIEGEL.

### Auflösung
Die Heimatschutzbrigade 55 wurde früher als alle anderen Heimatschutzbrigaden bereits am 30. September 1989 aufgelöst. Teile der Brigade wurden zur Aufstellung der Deutsch-Französischen Brigade verwendet. Aus diesem Grund wurde die Brigade in ihren Ausrüstungssoll auf den Stand des Feldheeres gebracht, das FArtBtl 555 wurde dazu mit der FH-70, das JgBtl. 552 mit TPZ Fuchs, die PiKp 550 mit Minenwerfern und moderneren Pionierpanzer ausgestattet, die PzJgKp 550 wurde neu aufgestellt und mit Jaguar 1 ausgerüstet. Kurzzeitig (bis zu ihrer Auflösung) war dadurch die Heimatschutzbrigade 55 für das Territorialheer ein außergewöhnlich schlagkräftiger Großverband. Die Auflösung der Heimatschutzbrigade 55 und die Aufstellung der Deutsch-Französischen Brigade wurden 1989 parallel durchgeführt.

## Verbandsabzeichen

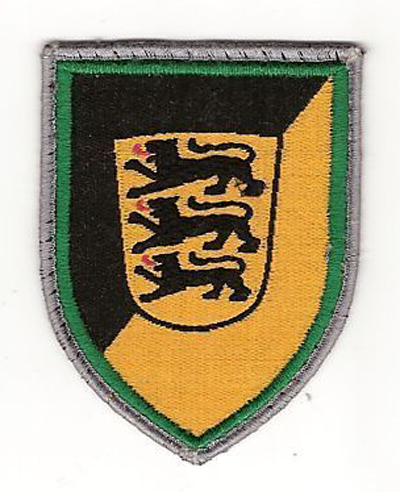
Gewebte Version des Verbandsabzeichens

Die Brigade führte ein Verbandsabzeichen mit folgender Blasonierung:
„Grün bordiert, von Schwarz und Gold schräglinks geteilt, aufgelegt in goldenem Mittelschild drei schreitende schwarze Löwen mit roten Zungen.“
Das Verbandsabzeichen stellte die Verbindung zum Stationierungsraum in Baden-Württemberg her. Die Schildteilung ähnelte der Flagge Baden-Württembergs. Das Mittelschild war ähnlich dem Wappen Baden-Württembergs: die Löwen gingen auf das staufische Wappen zurück, deren Herzogtum Schwaben Teile des heutigen Baden-Württembergs umfasste. Der grüne Bord war typisch für alle Heimatschutzbrigaden in der Heeresstruktur IV. Grün war die Waffenfarbe der Jägertruppe, denn die meisten Heimatschutzbrigaden ähnelten verstärkten Jägerbrigaden.
Das Verbandsabzeichen wurde vom „Vorgängerverband“ Heimatschutzkommando 17 übernommen. Der Staufer Löwe fand sich ähnlich auch im Verbandsabzeichen der 10. Panzerdivision.

## Kommandeure
Die Brigade wurde durch folgende Offiziere kommandiert:
- Oberst Rolf Röder (1. April 1981–1982)
- Oberst Berthold Graf von Stauffenberg (1982 – 31. März 1986)
- Oberst Hans-Konrad Bromeis (1. April 1986 bis 31. März 1989)
- Oberst Dieter Kilian (1. April 1989 bis 30. September 1989)